# Пуэр
Пуэ́р (кит. 普洱茶, пиньинь pǔ'ěrchá, палл. пуэрча, буквально: «чай из Пуэра») — постферментированный чай. Отличается специфической технологией производства: собранные листья, обработанные до уровня зелёного чая, подвергаются процедуре микробной ферментации — естественному либо искусственному (ускоренному) старению. Ферментация происходит под действием Aspergillus acidus, плесневых грибов рода Аспергилл.
Главной отличительной чертой пуэров является стадия ферментации, которая может занимать различное время.
Участвующие в ней микроорганизмы заметно меняют химический состав и вкусовые качества чая.
До появления автотранспорта ферментация чая происходила уже в процессе длительной транспортировки и последующего хранения чая, чай успевал созреть в дороге к потребителю.
Во второй половине XX века с увеличением спроса и сокращением времени доставки товара потребителю чай не успевал созреть (ферментироваться) до нужной степени, в связи с чем в семидесятые годы XX века была разработана технология искусственно ускоренного ферментирования (чайный лист складывается в кучи, поливается водой, после чего температура внутри кучи повышается, тем самым ускоряя процесс ферментации).
Так появилось два основных вида пуэра — изготавливаемый по изначальной технологии шэн пуэр (кит. 生, пиньинь shēng — сырой, необработанный, «зелёный») и шу пуэр (кит. 熟, пиньинь shú — зрелый, обработанный, «чёрный»).
Именно из-за ферментации пуэры выделяют в свою группу чаев.
Хотя шу пуэр иногда ошибочно считают подвидом черного чая из-за коричневого цвета листьев и тёмно-красного цвета настоя.
Спорным вопросом является влияние возраста пуэра на его вкусовые качества.
Часто можно встретить заявления продавцов о том, что пуэр со временем только улучшается во вкусе.
В реальности это зависит от технологии его производства.
Шен пуэры отличаются тем, что можно самостоятельно контролировать степень ферментации, и, соответственно, вкус чая.
Этот процесс требует значительного времени: через 2—3 года хранения из чая начинает уходить горечь и грубость свежего листа.
Уникальным же, по мнению знатоков, чай становится по истечении 10—20 лет (при условии правильного хранения).
Шу пуэры при длительном хранении мало меняются, так как технология их производства предполагает быструю ферментацию с последующей её остановкой без стадии дозревания.
Есть мнение, что со временем из шу пуэров уходит так называемый «вкус и запах мокрых куч», что улучшает их характеристики.
Кроме того, шен пуэры возрастом более 40 лет почти не встречаются в свободной продаже и являются объектами для коллекционирования, а шу пуэры начали производить с 1973 года после изобретения необходимой технологии.

## История названия
Родиной пуэра является довольно крупная территория на восточной границе Тибетского нагорья, которая в древности называлась Башу, позже ставшая царством Шу, а затем входившая в территорию средневековых государств Наньчжао и Дали (сегодня это китайские провинции Юньнань, Сычуань, Гуйчжоу, а также северные территории Бирмы, Вьетнама и Лаоса).
Со временем весь чай, сделанный из сырья с крупнолистового юньнаньского чайного дерева, стали называть «пуэрским чаем» (кит. 普耳茶, буквально: «чай из Пуэр»), или сокращённо «чай Пу» (кит. 普茶, буквально: «пу ча»).
Название этого сорта чая предположительно связано с древним народом пу, потомками которого, по мнению авторитетного советского этнографа Р. Ф. Итса, является мон-кхмерская народность буланов, населяющая уезд Мэнхай Сишуанбаньна-Дайского автономного округа провинции Юньнань, представители которой специализируются на производстве элитных сортов пуэра.
Это название стало широко известно в Китае и за его пределами, чай приобрёл большую популярность у жителей Тибета, Сикана, Синьцзяна и других районов, основу рациона жителей которых составляет мясо.
Название «пу ча» сохранялось вплоть до последнего года существования империи Мин, когда чай стал называться так, как называется сейчас — пуэр.

## Изготовление шэн пуэра
Этапы изготовления:
- сбор чайных листьев;
- сушка на солнце или прожарка в котле или пропаривание (цель: остановить процесс ферментации);
- скручивание (цель: выделить как можно больше сока из листьев);
- сушка на солнце либо в печи (при плохой погоде);

Далее чай могут продавать в рассыпном виде либо прессовать в различные формы.

## Разновидности
Традиционно пуэр получается в результате созревания сырца máochá (毛茶).
В зависимости от технологии этот процесс занимает несколько дней.
Затем полученный продукт может поставляться на рынок под названием «мао-ча» или пройти дальнейшее дозревание.
Во втором случае его прессуют в формы, и он хранится в необходимых условиях.
Время дозревания может меняться от месяцев до десятков лет.
Чай, прошедший стадию дозревания, называется «шен-пуэр», shēngchá (生茶).
В 1973 году компания Kunming Tea Factory начала применять новый процесс многократно ускоренной ферментации, wòduī (渥堆).
Вскоре компания чайная фабрика Мэнхай внедрила эту технологию и стала производить новый вид чая, «шу-пуэр», shúchá (熟茶).
Он также стал продаваться как в прессованном, так и в рассыпном виде.

### Формы прессовки
Наиболее распространённые сегодня формы прессовки пуэра приведены в таблице.
| Изображение | Название                         | Иероглифическое написание | Иероглифическое написание | пиньинь  | Описание |
| Изображение | Название                         | упр.                      | полн.                     | пиньинь  | Описание |
| ----------- | -------------------------------- | ------------------------- | ------------------------- | -------- | --- |
|             | Блин, Лепешка, Бин ча            | 饼茶                      | 餅茶                      | Bǐngchá  | Чай в форме круглого, плоского диска или хоккейной шайбы. Размер варьируется от 100 г до 5 кг или более, наиболее распространённый — 357 г, 400 г и 500 г. Наиболее популярными среди блинов являются две разновидности: Ци цзы бин ча (七子饼茶, досл. Семь блинов чая), так как блины упаковываются по 7 блинов, и Цяо му бин ча (乔木饼茶, досл. Блины из сырья с крупных чайных деревьев) |
|             | Чаша, Гнездо, То ча              | 沱茶                      | 沱茶                      | Tuóchá   | Чай в форме гнезда или чаши. Размер варьируется от 3 г до 3 кг и более, наиболее распространённый — 100 г, 125 г, 250 г, 500 г. Название То Ча происходит от названия грузов вогнутой формы для весов 砣, которые использовали в Китае в старину. Позже иероглиф изменился, так как чай производился в районе реки Тоцзян 沱江, чай стал называться 沱茶.                                     |
|             | Кирпич, Чжуань ча                | 砖茶                      | 磚茶                      | Zhuānchá | Чай в форме кирпича, обычно весом в 100 г, 250 г, 500 г и 1000 г. Кирпич — одна из древнейших форм прессовки, что связано с удобством перевозки на лошадях в торговых караванах. |
|             | Квадрат, Фан ча                  | 方茶                      | 方茶                      | Fāngchá  | Ровный квадрат чая, обычно весом в 100 или 200 г, с выдавленными на поверхности иероглифами. |
|             | Скрученная форма, Гриб, Цзинь ча | 紧茶                      | 緊茶                      | Jǐnchá   | Дословно с китайского Цзинь ча 紧茶 переводится как прессованный чай, но форма прессовки внешне напоминает форму гриба, за что этот чай и получил своё название. Чай такой формы в основном производился для тибетских потребителей и обычно встречается весом в 250 г или 300 г. |
|             | Тыква, Золотая тыква, Цзинь гуа  | 金瓜                      | 金瓜                      | Jīnguā   | Форма, внешне напоминающая форму Точа, но больше, толще и снаружи украшена полосами как тыква. Эта форма была создана для знаменитого «Чая для подношений Императору» 贡茶. Этот чай был сделан для императоров династии Цин из лучшего сырья с горы Иу. Чай этой прессовки большого размера называется «чай в форме человеческой головы» 人头茶.                                             |

## Приготовление
Существует несколько способов приготовления пуэра.
Для заваривания в среднем берут 4 г чая на 150 мл воды (стандартное соотношение при дегустации — 6 г на 100 мл воды).
Можно встретить рекомендации по предварительной промывке и/или прожариванию пуэра перед заваркой.
Промывка устраняет пыль, а прожаривание обеспечивает дезинфекцию, так как длительное хранение пуэра делает возможным развитие в нём микроорганизмов. Возможна очень быстрая промывка кипящей водой — в этом случае обеспечивается одновременно и удаление пыли, и дезинфекция.
В любом случае, пуэр в виде прессованного «блина» перед завариванием крошится, а иногда даже растирается более мелко.
Собственно заваривание (в чайнике или гайвани) происходит вполне традиционно — пуэр заливается горячей водой с температурой, близкой к кипению.
По времени настаивания также возможны варианты.
Часто рекомендуют настаивать первую заварку (первые две заварки) чая буквально несколько секунд, затем сразу же сливать настой, а при повторных завариваниях увеличивать экспозицию на 1—2 секунды каждый раз.
В таком режиме пуэр может выдержать, в зависимости от возраста и качества, от 5 до 10 заварок.
Встречаются любители заваривания чая с большой экспозицией — до нескольких минут.
В таком случае повторное заваривание возможно не более 1—2 раз, а получившийся настой имеет более выраженный вкус.
Также пуэр можно заваривать по методу Лу Юя: используя стеклянную ёмкость для воды и мягкую воду.
Пить чай Лу Юй рекомендует после того, как все чаинки опустятся на дно сосуда.
Употреблять принято маленькими порциями, чтобы оценить не только вкус, но и послевкусие.

## Мировой рынок чая пуэр
В 2021 году объём рынка чая пуэр в Китае достиг 18,5 млрд юаней. Самым популярным продуктом на рынке стал неферментированный чай пуэр, на долю которого пришлось 73% рынка. Ожидается дальнейший рост рынка чая пуэр, который, по прогнозам, достигнет объёма в 31,1 млрд юаней к 2026 году.
В 2023 году мировой рынок чая пуэр оценивался в 2068,52 миллиона долларов США. Ожидается, что к 2030 году объём этого рынка вырастет до 2910,62 миллиона долларов США при совокупном среднегодовом темпе роста (CAGR) в 5,0%.

## Биологическая активность
В процессе ферментации в кучах чайные полифенолы в пуэре окисляются до теарубигинов и теафлавинов под действием микроорганизмов, влаги и тепла, а теарубигины и теафлавины в свою очередь будут дальше окисляться, полимеризоваться и объединяться с полисахаридами, белками, липидами и другими соединениями, образуя большое количество полимеров, также известных под названием теаброунины. Эти полимеры оказывают активное действие против рака, усталости, гиперлипидемии и регулируют микрофлору кишечника. В частности, обладая гипогликемической и гиполипидемической активностью, теафлавин ингибирует сигнальный путь FXR-FGF15 в кишечнике посредством взаимодействия с внутрикишечной микробиотой, что приводит к увеличенному синтезу желчных кислот печенью и их выведению с каловыми массами, снижению количества холестерина, синтезируемого печенью, а также уменьшению липогенеза. 
Некоторые исследования показывают, что горький пуэр может обладать полезными свойствами при лечении псориаза. В экспериментальных моделях на животных применение горького пуэра приводило к снижению симптомов псориазоподобного дерматита, включая уменьшение кожных поражений, толщины эпидермиса и уровней провоспалительных цитокинов, таких как интерлейкин-17A и интерлейкин-23. Эти эффекты связывают с активными компонентами чая, такими как стриктенин, теакрин и эпигаллокатехин галлат, которые могут влиять на воспалительные процессы в коже.
Пуэр обладает антиоксидантной активностью и ингибирует фермент α-гликозидазу, что связано с наличием в его составе чайных полифенолов, полисахаридов, кофеина, белков и аминокислот. Это позволяет рассматривать экстракты пуэра в качестве потенциальных антидиабетических средств, способных снижать постпрандиальную гипергликемию. 
Снижает уровень липидов в крови и печени за счет содержания веществ, препятствующих накоплению жиров в клетках и гипертрофии жировых клеток. Это свойство особенно выражено в этилацетатном и водном экстрактах пуэра. Способствует снижению веса и уменьшению жировых отложений. По эффективности в этом отношении пуэр превосходит популярный коммерческий препарат для похудения L-карнитин.